# 小新營
小新營，是臺灣臺南市善化區的一個傳統地域名稱，位於該區南部偏東地帶。相較於今日行政區，其範圍大致包括小新里不含北部東側凸出部分及西部中央凸出部分、蓮潭里東北部。
本地區境內主要聚落為小新營，小新國小設於本地區西南部邊界地帶，臺灣菸酒公司善化啤酒廠設於本地區北部邊界地帶。

## 歷史
台灣日治初期，小新營地區為一街庄，稱為「小新營庄」（舊制街庄），隸屬於善化里東堡。該庄昔日北邊西大半部與北仔店庄為鄰，北邊東側一小段及東邊與茄拔庄為鄰，南邊為大營庄，西邊為座駕庄。
1901年（日治明治三十四年）11月11日，全台廢縣廳改設二十廳，該庄隸屬於臺南廳。1904年（明治三十七年）3月31日，該庄編入「善化里東區」，隸屬於臺南廳。1909年（明治四十二年）10月25日，全台合併二十廳為十二廳，善化里東區仍隸屬於臺南廳。1913年（大正二年）11月4日，善化里東堡、善化里西堡、新化東里轄區調整，該庄改隸屬於善化里西堡。1920年（大正九年）10月1日，全台地方制度大改正，廢十二廳改設五州二廳，該庄改制為「小新營」大字，隸屬於臺南州新化郡善化庄（新制街庄）。1940年（昭和十五年）6月17日，善化庄改制為善化街。
戰後善化街改制為善化鎮，隸屬於臺南縣，大字亦改制為里。1950年（民國39年）10月25日，雲、嘉、南分治，善化鎮仍隸屬於臺南縣。2010年（民國99年）12月25日，臺南縣、市合併為直轄臺南市，善化鎮改制為善化區。

## 聚落
本地區發展較早的聚落為小新營、和庄（已消失），在日治初期的官方地圖上已有記載。

## 交通
省道台1線又稱「縱貫公路」，是臺北至楓港的傳統平面幹道，經過本地區主聚落東側。由該道路北行可前往官田區、六甲區、柳營區、新營區等地，南行可前往新市區、永康區、東區/南區、仁德區等地。
市道178號是中崙（實際起點長安）至大匏崙的道路，經過本地區北部。由該道路西行可前往善化區善化市區、安定區、安南區東北部，並止於省道台17甲線路口；東行可前往山上區西北端、大內區，並止於省道台84線（東西向快速公路－北門玉井線）二溪交流道西北側。
區道南130線是善化至小新營的道路，其東側端點（終點）位於本地區北部的市道178號路口，由此向西南轉西南西會經過本地區小新營聚落。
區道南137-1線（目加溜灣大道）是益民寮至小新的道路，其東側端點（終點）位於本地區中部的省道台1線路口

## 學校
- 小新國小

## 產業
- 善化啤酒廠（南半部）
- 台灣可果美